# 于桂客語
于桂客語，或称客家語于桂片，是漢語族客家語的一個支系，主要分佈在中國江西省西南部及湖南省東部地區。

## 劃分與特點
對於客家語的劃分一般有兩個版本，而此片在這兩個版本的名稱分別為于桂片和于信片，所涉及的方言點也不同，其中于信片未有涉及湖南客家語方言點。

### 1987年版《中国语言地图集》
中国社科院和澳大利亚人文科学院合编的1987年版《中国语言地图集》将中國客家語分成八個大片，于桂片為其中之一。
在江西省3個大片當中，于桂片的特點入聲韻尾脫落或不全，而且有相當數量的鼻化韻。此片分佈在于都、贛縣、南康、大余、崇義、上猶、寧岡、井岡山、永新、吉安、遂川、萬安、泰和、汝城、桂東、酃縣、茶陵、攸縣等18個縣市境內。

### 2007年《客家方言的分區》
謝留文、黃雪貞在《客家方言的分區》將中國客家語分成八個大片，于信片為其中之一。此片分佈在江西省于都、贛縣、南康、大余、崇義、上猶、興國、瑞金、安遠、會昌、信豐（嘉定鎮及桃江的大部分）等11個縣市境內。此片的特點是古曉、匣母合口一二等字（遇攝除外）和止攝合口三等、蟹攝合口四等今一般讀[h]而不讀[f]。效攝三四等今韻母都是[iɔ]。